# Коррупционный скандал в английском футболе (1905)
Коррупционный скандал в английском футболе 1905 года — инцидент, связанный с попыткой подкупа для сознательного проигрыша в матче, который произошёл в конце сезона 1904/05, а также с незаконными выплатами руководства «Манчестер Сити» своим игрокам. Источником скандала были обвинения, что игрок «Сити» Билли Мередит якобы предлагал взятку, чтобы игроки «Астон Виллы» сознательно проиграли финальный матч сезона. В ходе расследования выявились факты коррупции в «Манчестер Сити».
Это привело к тому, что тренер «Манчестер Сити» Том Мейли и бывший президент У. Форрест были отстранены от футбола на территории Англии на неопределённый срок, два директора (Эллисон и Дэвис) были дисквалифицированы на семь месяцев, ещё пять директоров — уволены, и в общей сложности 17 игроков получили пожизненный запрет играть за «Сити». Среди дисквалифицированных игроков был Билли Мередит, которого отстранили от футбола на 18 месяцев, и ещё до окончания дисквалификации он был продан принципиальному сопернику «Сити», «Манчестер Юнайтед».

## Ключевые фигуры

### Билли Мередит

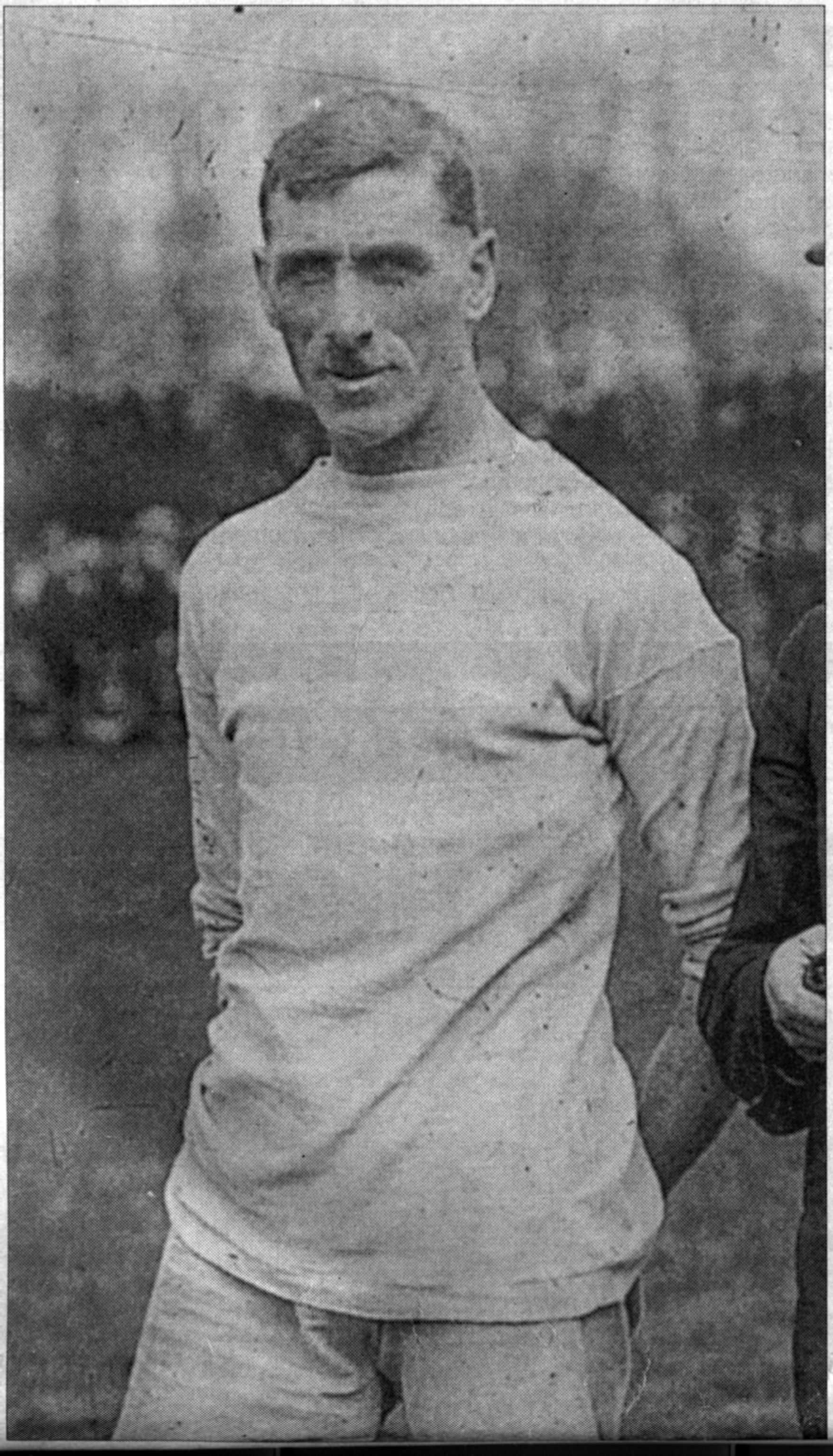
Билли Мередит — главный фигурант скандала

Билли Мередит играл в футбол за «Манчестер Сити» с 1894 по 1905 год (до скандала). Он был ключевым участником инцидента, в ходе которого он, якобы, пытался подкупить капитана «Астон Виллы», Алекса Лика, предложив ему £10, чтобы его команда намеренно проиграла в финальном матче сезона 1904/05. Алекс Лика доложил о действиях Мередита Футбольной ассоциации. Мередит утверждал о своей невиновности. Хотя никаких фактов и доказательств против Мередита получено не было, он был оштрафован и дисквалифицирован от футбола на один год. «Манчестер Сити» отказался ему платить, опасаясь недовольства Футбольной ассоциации. Не получив денег от «Сити», Мередит принял ответные меры, доложив о незаконных выплатах «Манчестер Сити» своим игрокам:
В чём секрет успеха «Манчестер Сити»? По моему мнению, он заключается в том, что клуб не соблюдает правило, согласно которому игрок не может получать больше четырёх фунтов в неделю… Команда добилась успеха, клуб платил за эти успехи, и все были довольны. […] Вы одобряете суровое наказание, предъявленное мне комиссией, и заявляете, что правонарушение, которое я совершил в отношении «Астон Виллы», должно навсегда вычеркнуть меня из футбола. Почему только меня, если я был лишь исполнителем у других одинаково виновных.— из заявления Мередита в письме Athletic News.

### Том Мейли
После того, как Футбольная ассоциация проверила обвинения Мередита относительно превышения предельно разрешённого размера зарплаты игроков и убедилась в их обоснованности, тренер «Манчестер Сити» Том Мейли был пожизненно отстранён от футбола. Имя Мейли было упомянуто в заявлении Мередита, который утверждал, что именно тренер приказал ему предложить Лику взятку и что коррупция широко распространена среди администрации «Манчестер Сити».

### Тернбулл, Баннистер и Берджесс
После поражения «Манчестер Сити» от «Астон Виллы» и потери всяких надежд на победу в лиге Сэнди Тернбулл подрался с Алексом Ликом. В результате расследования потасовки и был обнаружен факт коррупции.
Товарищи Мередита по «Манчестер Сити» Сэнди Тернбулл, Джимми Баннистер и Герберт Берджесс также были признаны участниками коррупционной истории. Так же, как и Мередит, они получили дисквалификацию до января 1907 года. В 1906 году все они были куплены «Манчестер Юнайтед».

## Последствия
В результате скандала «Манчестер Сити» был оштрафован на £900. 17 игроков получили индивидуальные штрафы и дисквалификации до начала 1907 года. Футбольная ассоциация также вынудила «Манчестер Сити» выставить на аукцион всех своих игроков в Королевском отеле Манчестера. Главный тренер «Манчестер Юнайтед» Джеймс Эрнест Мангнэлл купил многих из них, в том числе Билли Мередита (за £500), Герберта Берджесса, Сэнди Тернбулла и Джимми Баннистера. Мередит перешёл в «Манчестер Юнайтед» в мае 1906 года, ещё будучи дисквалифицированным; вскоре он стал ключевым игроком «Юнайтед».
31 декабря 1906 года дисквалификации со всех игроков были сняты.
«Манчестер Юнайтед», в составе которого было четверо бывших игроков «Сити», выиграл чемпионат в сезоне 1907/08.